# Pulverfabrik Wolfgang

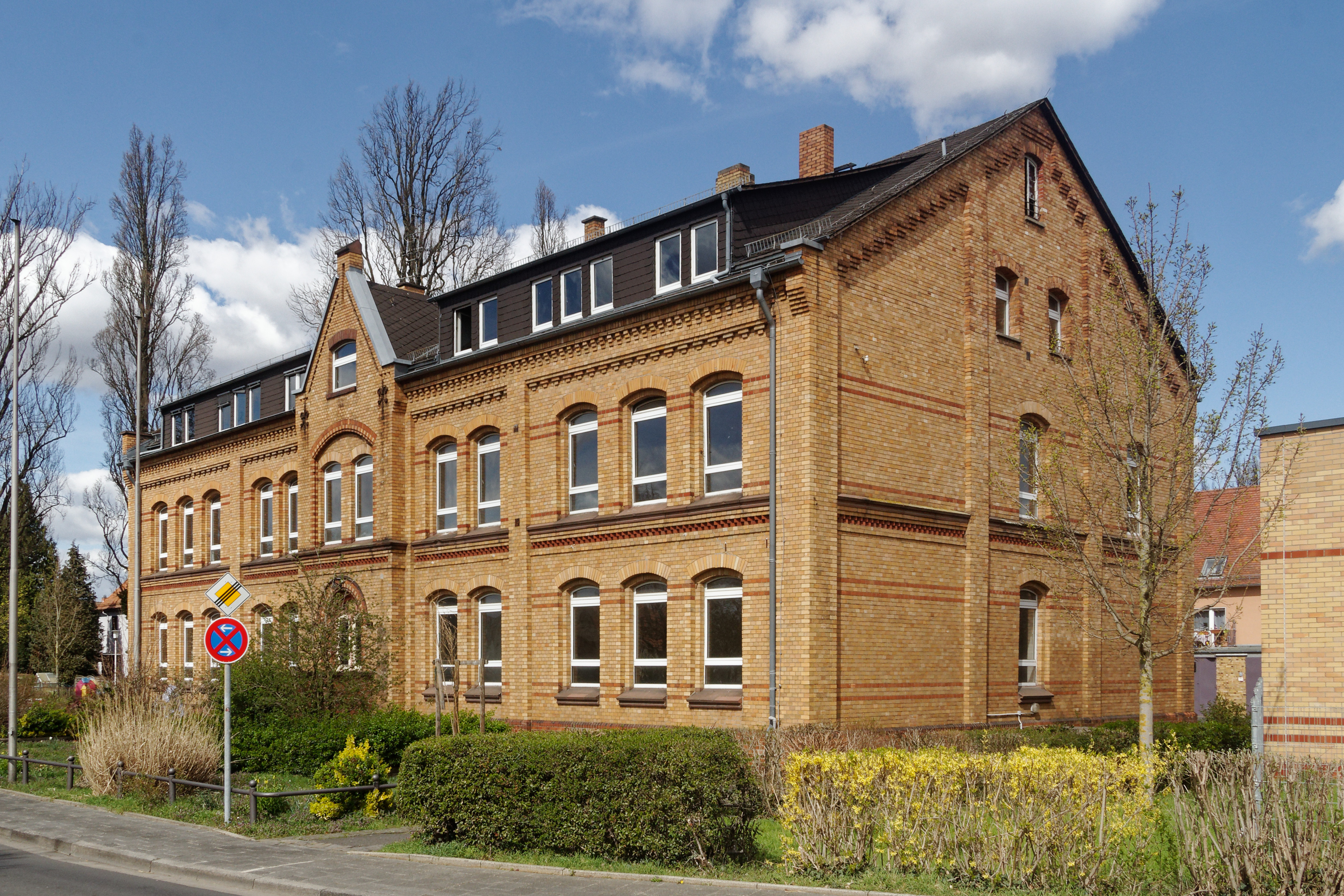
Ehemaliges Direktionsgebäude der Pulverfabrik

Die Pulverfabrik Wolfgang (die volle Bezeichnung lautete: Königlich-Preußische Pulverfabrik Wolfgang) war ein Rüstungsbetrieb in Wolfgang, heute ein Stadtteil von Hanau, zur Zeit des Deutschen Kaiserreichs. Auf dem ehemaligen Betriebsgelände befindet sich heute der Industriepark Wolfgang.

## Gründung
1872 suchte das Königreich Preußen nach dem Deutsch-Französischen Krieg nach einem geeigneten Standort für die Produktion von Schießbaumwolle in seinen westlichen Landesteilen. Hanau und sein Umland nördlich des Mains gehörten seit 1866 zu Preußen. Letztendlich wurde ein etwa 5000 Hektar (ha) großes Gelände aus dem Staatsforst Wolfgang herausgelöst, um die Anlage hier zu errichten. Mehrere Faktoren beeinflussten die Wahl: Das Areal befand sich in Staatsbesitz, konnte also ohne Enteignungsverfahren und damit schnell sowie preiswert umgewidmet werden, es lag weit entfernt von besiedeltem Gebiet, was wegen der Explosionsgefahr wichtig war, mit der Hanauer Garnison war in der Nähe Militär stationiert, das die Anlage professionell bewachen konnte, und Hanau war ein wichtiger Eisenbahnknoten, also verkehrstechnisch hervorragend angeschlossen. Die Fabrik verfügte selbstverständlich über Anschlussgleise.

## Betriebsaufnahme
Zunächst wurden 115 ha Gelände in Anspruch genommen. Um Schäden bei den unvermeidlich eintretenden Betriebsunfällen zu minimieren, wurde in vielen, aber kleinen Einheiten gearbeitet und zwischen den einzelnen Fabrikanlagen jeweils ein großer Sicherheitsabstand eingehalten. Die einzelnen Teile der Anlage waren mit einer Werksbahn verbunden, die, um den Funkenflug herkömmlicher Dampflokomotiven zu vermeiden, mit Dampfspeicherlokomotiven betrieben wurde. Als offizieller Gründungstag der „Königlich-Preußischen Pulverfabrik Wolfgang“ gilt der 23. Juni 1875. Noch im gleichen Jahr wurde die Produktion aufgenommen. Kommunalrechtlich erhielt die Pulverfabrik Wolfgang den Status eines Gutsbezirks im Landkreis Hanau. Er ging am 15. November 1928 in der neugebildeten Gemeinde Wolfgang auf.
Bis 1880 wurden 65 Gebäude errichtet, darunter auch eine Dienstvilla für den Direktor der Fabrik. In zentraler Lage befand sich die größte Produktionsanlage, die so genannte „Schießbaumkirche“, eine 25 × 50 Meter große und 18 Meter hohe Halle, in der sich die eigentliche Produktionsstätte für die Schießbaumwolle befand.

## Expansion
Bis in den Ersten Weltkrieg hinein expandierte die Produktionsstätte weiter. Am Anfang des Ersten Weltkriegs beschäftigte sie 500 Personen, am Ende des Krieges, inzwischen überwiegend Frauen, die Männer standen an der Front, 5000. Die Produktionsmethoden waren hoch modern, sehr effektiv und wurden immer weiter modernisiert. Der Arbeitsschutz allerdings war – zeitüblich – nicht besonders ausgeprägt.
Der Gründung der Fabrik folgte – mit einigem Sicherheitsabstand zur Produktionsstätte – eine Zivilsiedlung, Wolfgang. Sie liegt an der Bahnstrecke Hanau–Fulda und erhielt einen eigenen Bahnhof. Der hieß zunächst Pulverfabrik bei Hanau und wurde 1917 umbenannt in Wolfgang (Kr Hanau).

## Betriebsunfälle
Dramatische Betriebsunfälle waren angesichts des hoch explosiven Produkts der Anlage unvermeidlich, immer wieder kam es zu unkontrollierten Explosionen:
- 1888 kamen dabei vier Arbeiter ums Leben[4];
- 1889 starben 17 Menschen. Dieser reichsweit wahrgenommene  Unfall hatte ein Beschäftigungsverbot für Frauen zur Folge, das erst mit dem Arbeitskräftemangel im Ersten Weltkrieg wieder aufgehoben wurde.[4]
- 20. September 1915: Bei der Explosion des Schmelzhauses 63 starben sieben Menschen. Die Zahl der Verletzten ist durch die kriegsbedingte Zensur nicht bekannt.[10]

## Ende und Nachnutzung
Französischerseits wurden im Ersten Weltkrieg mehrfach Luftangriffe auf die Pulverfabrik versucht, allerdings immer erfolglos. Das Angriffsobjekt lag für die damalige Flugtechnik zu weit hinter der Front. Gleichwohl war die Fabrik deutscherseits gegen Luftangriffe mit Fesselballons und durch einen „Flugzeug-Abwehr-Zug“ gesichert.
Die Fabrik stellte nach dem Ende des Ersten Weltkriegs die Pulverproduktion ein. Nach dem Vertrag von Versailles lag Hanau in der entmilitarisierten Zone, was auch das Verbot der weiteren Produktion der Pulverfabrik einschloss. Französisches Militär sprengte 1919 die Produktionsanlagen, der Maschinenpark wurde überwiegend verschrottet.
Das Gelände bot aber wegen der hervorragenden Verkehrsanbindung und den Erweiterungsmöglichkeiten auf den großen, ehemals der Betriebssicherheit dienenden Freiflächen einen hervorragenden Industriestandort, der Nachfolgenutzungen anzog. Zu nennen sind hier vor allem die Deutsche Kunstlederwerke GmbH, die 1933 von der Degussa übernommen wurden, was in der Folge zum Industriepark Wolfgang führte.

## Denkmalschutz

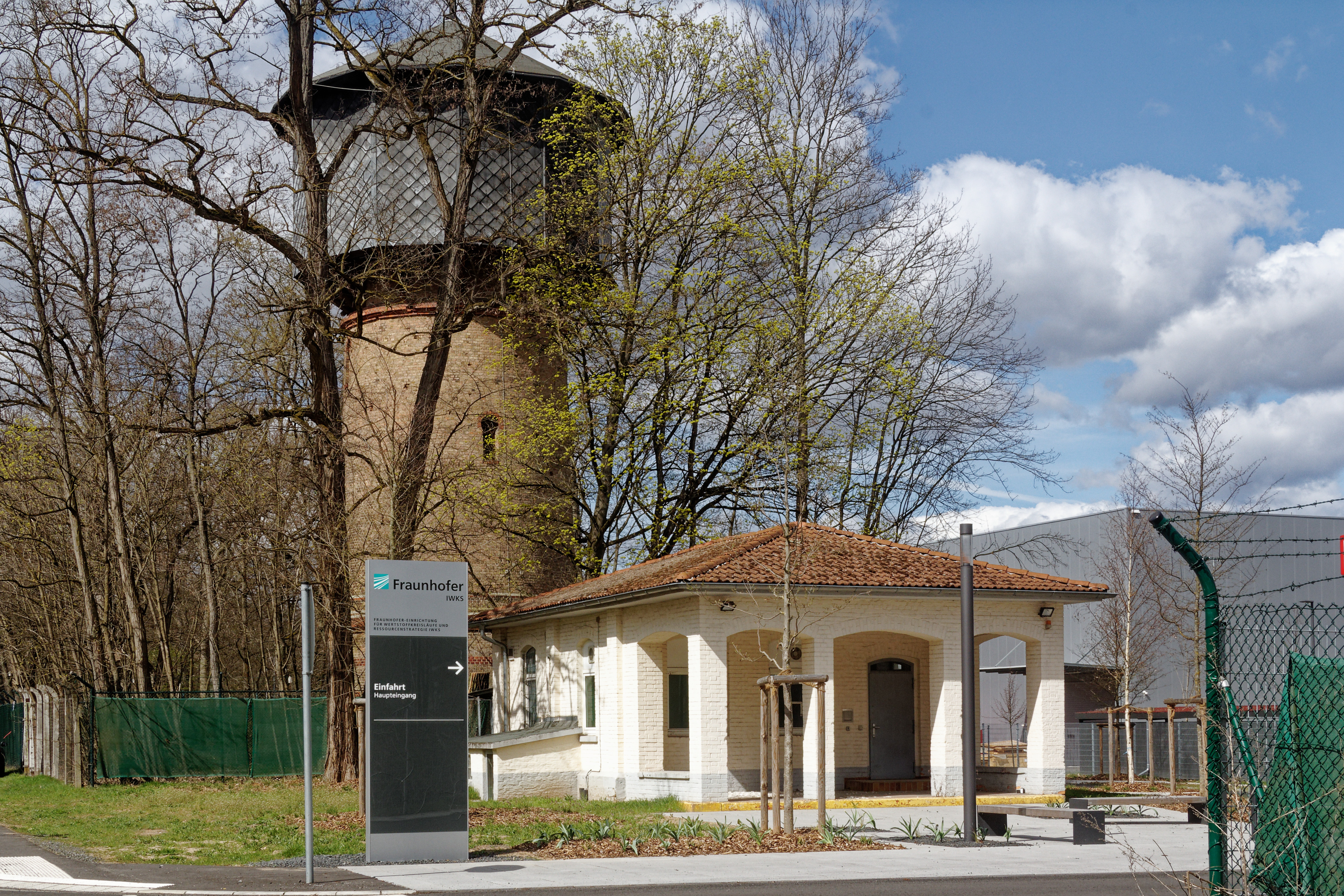
Der ehemalige Wasserturm steht heute auf dem Gelände der Fraunhofer IWKS

Einige Bauten der Pulverfabrik und ihrer Zivilsiedlung sind erhalten. Sie sind heute Kulturdenkmäler aufgrund des Hessischen Denkmalschutzgesetzes.:
1. Wasserturm von 1890/1891, Aschaffenburger Straße 99[14]
2. Altes Kesselhaus von 1875–1877 und 1889, Rodenbacher Chaussee 4[15]
3. Schießbaumhalle von 1915, Rodenbacher Chaussee 4[15]
4. Neues Kesselhaus von 1915, Rodenbacher Chaussee 4[15]
5. Kompressorenhaus von 1915, Rodenbacher Chaussee 4[15]
6. Bahnhaus von 1878, Vor der Pulvermühle 1[16]
7. Spritzenhaus von 1878, Vor der Pulvermühle 1[16]
8. Direktionsgebäude (später: Schule), Vor der Pulvermühle 10[17]
9. Kantinengebäude, später bekannt als „Pulvermühle“, Vor der Pulvermühle 11[17]
10. Schulgebäude von 1887, Forsthausstraße 7[18]

## Wissenswert
- Von Anfang an wurde die Fabrik im örtlichen Sprachgebrauch etwas verniedlichend als „Pulvermühle“ bezeichnet.[4]
- 1899 schlossen sich Labor- und andere Fachkräfte der Pulverfabrik Wolfgang zur Vereinigung der Feuerwerker und Zeughausangehörigen Hanau in einem Verein zusammen, der 1925 im Bund der Feuerwerker e. V. aufging.[4]